# Knylkorn
Knylkorn (Hordeum bulbosum) är en gräsart som beskrevs av Carl von Linné. Enligt Catalogue of Life ingår Knylkorn i släktet kornsläktet och familjen gräs, men enligt Dyntaxa är tillhörigheten istället släktet kornsläktet och familjen gräs. Arten förekommer tillfälligt i Sverige, men reproducerar sig inte. Inga underarter finns listade i Catalogue of Life.

## Bildgalleri

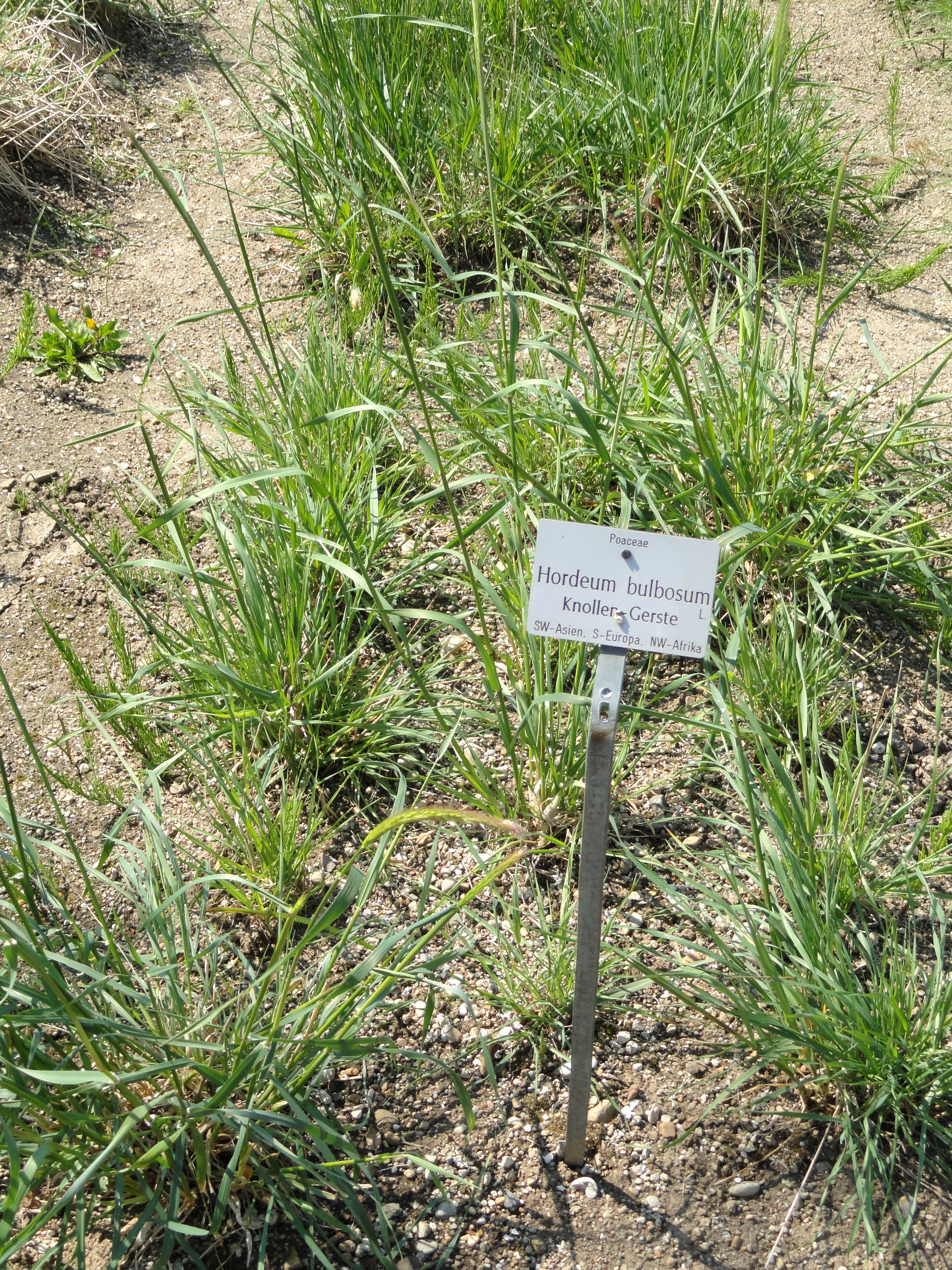